# Пайк, Джеймс
Джеймс Ф. Пайк (англ. James F. Pike) — британский стрелок, чемпион летних Олимпийских игр.
Пайк принял участие в летних Олимпийских играх в Лондоне в стендовой стрельбе. Он стал олимпийским чемпионом в командной стрельбе и 12-м в индивидуальной.